# Szunda-szigetek
A Szunda-szigetek a Maláj-szigetvilág része. Két fő csoportja a Nagy-Szunda- és a Kis-Szunda-szigetek.

## Közigazgatás
A szigeteken jelenleg négy ország osztozik: Brunei, Kelet-Timor, Indonézia és Malajzia. Többsége Indonézia része. Borneó szigetén Brunei, Indonézia és Malajzia osztozik. Timor keleti fele és néhány kisebb sziget Kelet-Timorhoz tartozik.

## A szigetek listája
- Nagy-Szunda-szigetek
  - Borneó
  - Jáva
  - Szumátra
  - Celebesz
- Kis-Szunda-szigetek
  - Bali
  - Lombok
  - Sumbawa
  - Flores
  - Sumba
  - Timor (Kelet- és Nyugat-Timor)
  - Alor szigetcsoport
  - Barat Daya szigetek
  - Tanimbar szigetek